# Analista (periodismo)
En los medios de comunicación, el término  analista se refiere a la persona que estudia e interpreta las noticias recibidas de distintas fuentes. Las personas analistas escriben comentarios, columnas de opinión o guiones para sus medios. También pueden colaborar en programas, especialmente en los programas tipo magacín.
Su papel es el de ofrecer una imagen de análisis, investigación y estudio sobre una noticia o tema tratado con base en sus conocimientos o experiencia.